# International Society of Dynamic Games
L'International Society of Dynamic Games (ISDG, "Associazione internazionale dei giochi dinamici") è un'organizzazione professionale internazionale senza scopo di lucro volta al progresso della teoria dei giochi dinamici.

## Storia
L'associazione ISDG è stata fondata il 9 agosto 1990 ad Helsinki, Finlandia, in occasione del convegno “4th International Symposium on Dynamic games and Applications” presso la Helsinki University of Technology. L'ISDG è coordinata da un executive board. Il primo presidente della società è stato il professor Tamer Başar. Finora i presidenti dell'associazione che si sono succeduti sono stati
- Tamer Başar 1990-1994
- Alain Haurie 1994-1998
- Pierre Bernhard 1998-2002
- Georges Zaccour 2002-2006
- Geert Jan Olsder 2006-2008
- Leon Petrosyan 2008-2012
- Michèle Breton 2012-2016
- Vladimir Mazalov 2016-2022
- Florian Wagener 2022-

## Obiettivi dell'ISDG
- Promuovere e rafforzare lo sviluppo e le applicazioni della teoria dei giochi dinamici.
- Diffondere l'informazione scientifica attraverso tutti i servizi di supporto ritenuti adatti. L'ISDG consegue questi obiettivi attraverso l'organizzazione o la co-organizzazione di simposi, convegni e workshops, inoltre mediante la pubblicazione di varie riviste di alto livello scientifico.
- Stabilire dei legami con le varie comunità scientifiche internazionali, in particolare con le altre società che si occupano di teoria dei giochi, ottimizzazione, teoria delle decisioni e sistemi dinamici.

## Pubblicazioni dell'ISDG
- Annals of the International Society of Dynamic Games (series ed.: Tamer Başar; published by Birkhäuser)
- Dynamic Games and Applications (editor-in-chief: Georges Zaccour; published by Birkhäuser)
- International Game Theory Review (managing editor: David W. K. Yeung, editors: Steffen Jørgensen, Leon A. Petrosyan; published by World Scientific Publishing Co. Pte. Ltd.)

## Il premio Isaacs
L'executive board dell'associazione internazionale di Giochi Dinamici ha deciso nel 2003 di istituire un premio, da assegnare ad ogni simposio dell'assegnazione, a partire dal 2004, per riconoscere “contributi eccezionali alla teoria e alle applicazioni dei giochi dinamici” di due studiosi. Il premio è intitolato a Rufus Isaacs, il riconosciuto padre fondatore dei giochi differenziali. Gli studiosi finora insigniti di tale premio sono:
- 2004: Yu-Chi Ho & George Leitmann
- 2006: Nikolay Krasovskii & Wendell Fleming
- 2008: Pierre Bernhard & Alain Haurie
- 2010: Tamer Başar & Geert Jan Olsder
- 2012: Steffen Jørgensen & Karl Sigmund
- 2014: Eitan Altman & Leon Petrosyan
- 2016: Martino Bardi & Ross Cressman
- 2018: Andrzej Nowak & Georges Zaccour
- 2022: Pierre Cardaliaguet & Mabel Tidball
- 2024: Joel Brown & Roland Malhamé